# SFM Junak
SFM Junak – polski motocykl, produkowany przez Szczecińską Fabrykę Motocykli w latach 1956–1965. Był najcięższym motocyklem oraz jedynym motocyklem z silnikiem czterosuwowym produkowanym w PRL (nie licząc żużlowego WSK FIS i kilku sztuk żużlowego STAL 001-55).

## Historia
W latach 1956–1965 wyprodukowano łącznie 91 400 motocykli Junak, w tym ok. 10 000 szt. modelu M07, a także rajdowe typu M07-R, crossowe typu M07-C, 2500 trójkołowców typu B20 (dostawczy ze skrzynią z plandeką) oraz 8500 wózków bocznych typów WB1 i W03. Produkowany był w SFM w Szczecinie, silniki typu S03 do wszystkich modeli Junaka produkowane były przez Zakłady Sprzętu Motoryzacyjnego w Łodzi.
W latach 1956–1959 wyprodukowano ok. 10 tys. egzemplarzy M07. Model M10 oficjalnie wprowadzono do produkcji w grudniu 1959 jednak pierwsze 20 tys. szt. modelu M10 wyprodukowane w latach 1960–1961 posiadały jeszcze niektóre cechy z poprzedniego modelu, przykładem może być przednia lampa. Motocykle Junak posiadające cechy obydwu modeli nazwane zostały przejściówkami.
Konstrukcja, opracowana w latach 1951–1952 w Biurze Konstrukcyjnym Przemysłu Motoryzacyjnego przez zespół pod kierunkiem J. Ignatowicza, przewyższała wiele motocykli renomowanych firm światowych owego czasu.
Wiele Junaków wyeksportowano m.in. do Węgier, Bułgarii, Turcji, Wenezueli, Mongolii i na Kubę. Junaki sprzedawano także w USA, w tym model szosowo-terenowy Scrambler oraz 21 sztuk wykonane na specjalne zamówienie, z wyposażeniem wzbogaconym o sakwy, gmole i dodatkowe oświetlenie (fabryczne oznaczenie – „Junak M10 de Lux”).

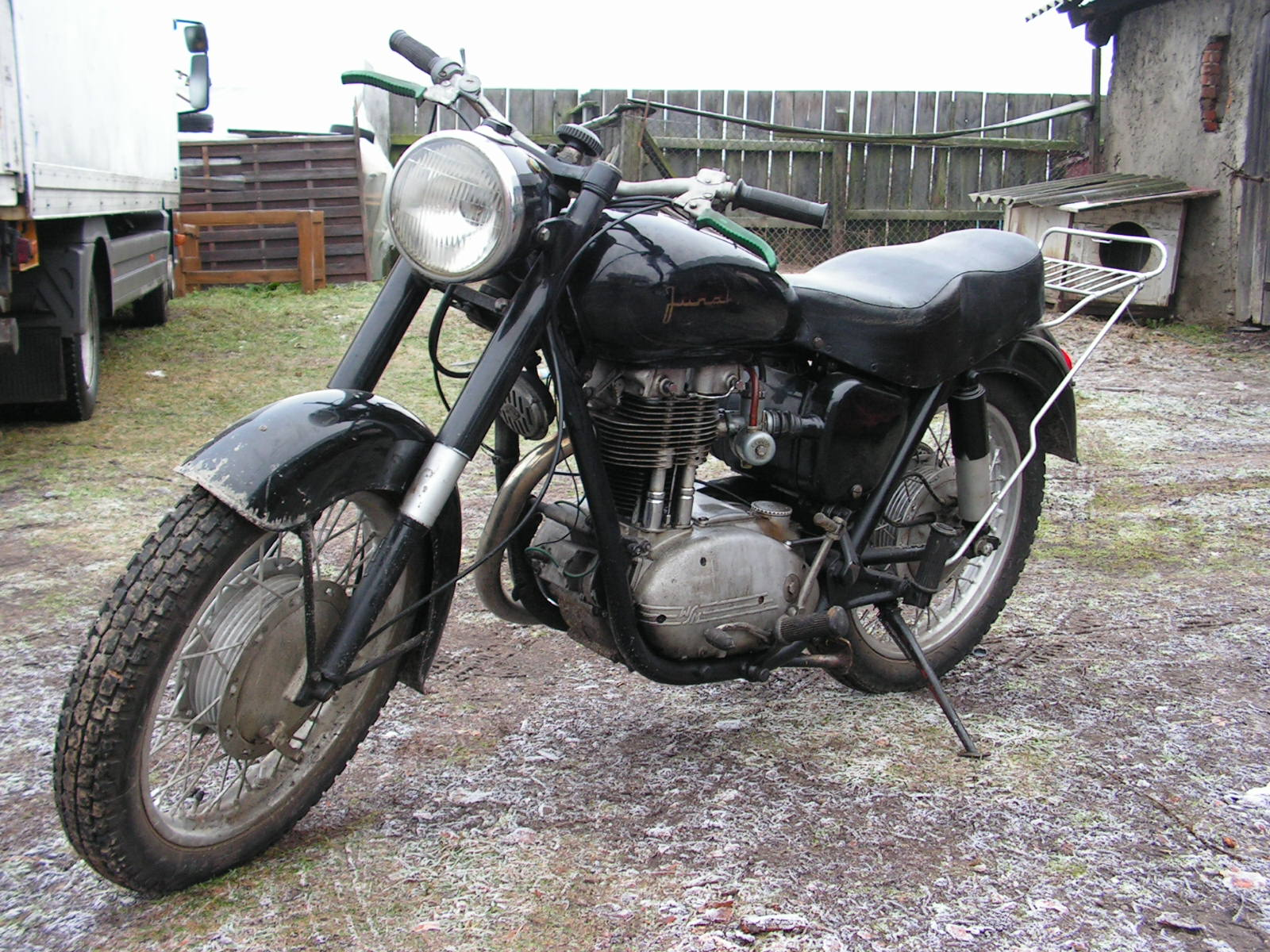
„Model przejściowy M10” z 1961 r.

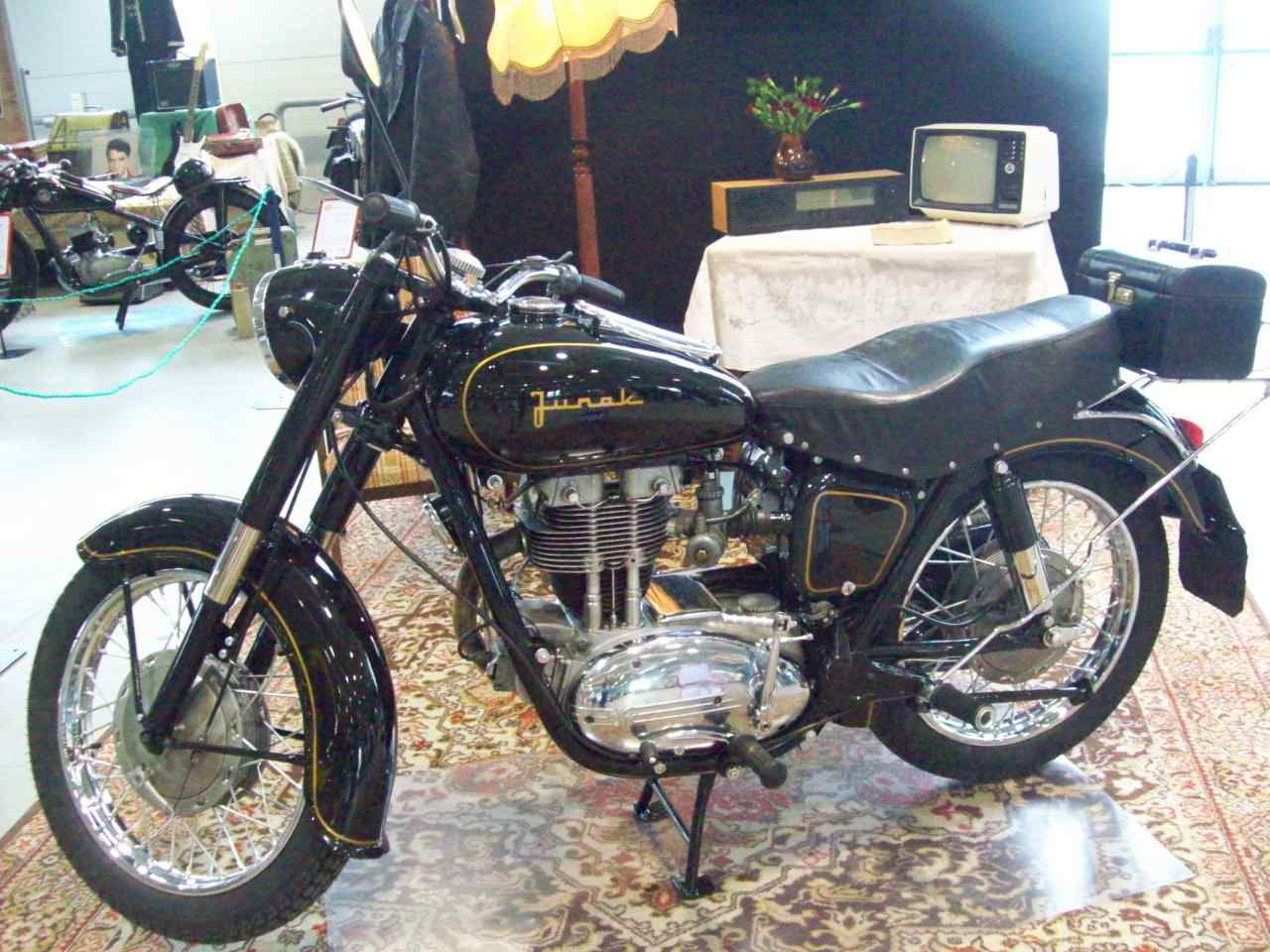
Junak model M10 na wystawie motoryzacji zabytkowej na Targach Lubelskich

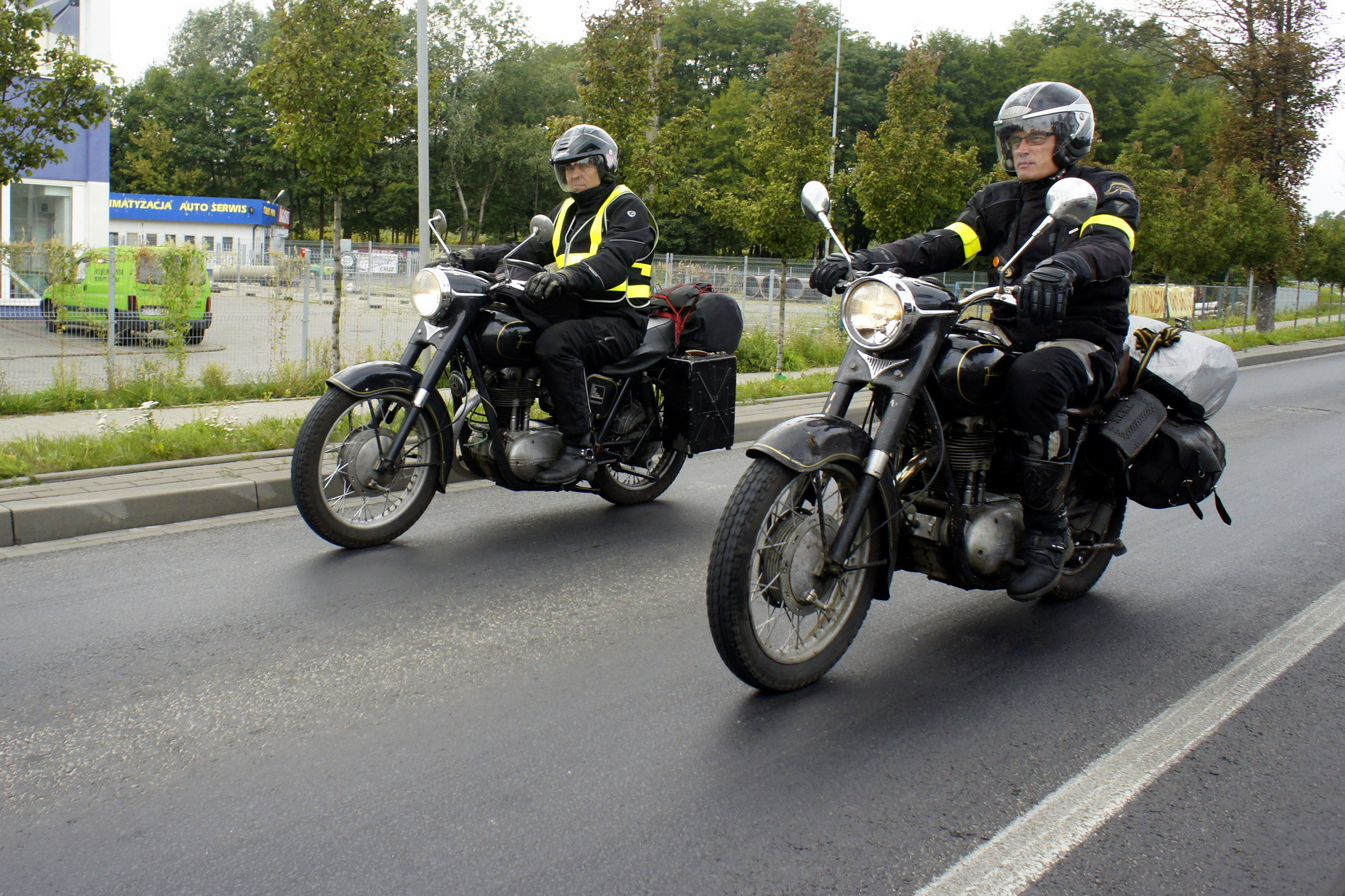
W trasie (2013 r.)

Motocykl Junak stosowany był w Milicji Obywatelskiej jako motocykl pościgowy, używany też był w wyścigach motocross i rajdach terenowych. W 1959 zawodnik Klubu Motocyklowego „Budowlani” z Gdańska Franciszek Stachewicz ustanowił na specjalnie przystosowanym Junaku polski rekord prędkości motocykla. Na poniemieckiej autostradzie Elbląg – Tczew osiągnął prędkość 149,3 km/h. Wydarzenie to zostało uwiecznione przez Polską Kronikę Filmową (PKF 16A z 1959 roku).
Ówczesne realia oraz zła lokalizacja produkcji Junaka spowodowały permanentne trudności z osiągnięciem wymaganej jakości. Te same przyczyny uniemożliwiły podjęcie produkcji nowocześniejszych wersji silników S130, S131, S132 konstruowanych w łódzkich ZSM, a także modelu M13 oraz „M14 Iskry” – motocykla, który miał być następcą Junaka.
Junak był również bardzo drogi jak na możliwości ówczesnych polskich nabywców. Na przełomie lat 1950/1960 kosztował 24 000 zł (M10 „przejściowy”). Ostatecznie zaś załamanie rynku motocykli ciężkich doprowadziło do zamknięcia produkcji w 1965 r.
Zwany przez niektórych polskim Harleyem, pomimo swoich niektórych wad był jednak motocyklem lubianym, stając się z czasem „kultowym”. Charakterystyczny tzw. gang, czyli odgłos pochodzący z rury wydechowej, w połączeniu z hałaśliwą pracą rozrządu umożliwia łatwe rozpoznanie tego motocykla nawet ze znacznej odległości, przy czym ta druga cecha jednocześnie jest „spadkiem” po Sokole, ale i jedynym bodaj ogniwem łączącym junaki z harleyami.
W 2001 roku nazwa Junak została ponownie wykorzystana przez polskiego dystrybutora koreańskich motocykli Hyosung GV 250 sprzedawanych pod nazwą Junak Milenium. W 2010 roku polska firma Almot zaprezentowała inny motocykl wykorzystujący nazwę i charakterystyczne logo Junak: Junak M16, produkowany w Chinach motocykl znany głównie pod nazwą Raptor Regal Daytona. W kolejnych latach Almot wprowadził do sprzedaży pod nazwą Junak szereg innych modeli motocykli, skuterów i motorowerów.

## Wady i niedopracowania konstrukcji
- trudności w uszczelnieniu silnika i skrzyni biegów
- błędne rozwiązanie łożyskowania prądnicy sprzyjające awariom
- duża masa własna, a szczególnie masa silnika i skrzyni biegów

## Junak model M07 – dane techniczne
Konstruktorzy: inż. Jan Ignatowicz, inż. Karol Wójcicki, inż. Stefan Poraziński

Lata produkcji: 1956–1959
- Silnik: jednocylindrowy, czterosuwowy, górnozaworowy.
- Pojemność skokowa: 349 cm³.
- Stopień sprężania: 7:1.
- Moc maksymalna: 17 KM przy 5500 obr./min.
- Sprzęgło: mokre, wielotarczowe.
- Skrzynia biegów: o czterech przełożeniach, sterowana nożnie.
- Rama: kołyskowa, podwójna, zamknięta.
- Zawieszenie przednie: teleskopowe, z tłumieniem olejowym.
- Zawieszenie tylne: wahacz wleczony, amortyzatory z tłumieniem olejowym.
- Hamulce: szczękowe mechaniczne, przedni ręczny, tylny nożny.
- Masa własna motocykla bez paliwa i wyposażenia: 170 kg.
- Zużycie paliwa: 3,5–4 l/ 100 km.
- Szybkość maksymalna: 115 km/godz.

## Junak model M10 – dane techniczne
- Silnik
  - Typ: S03
  - Rodzaj: jednocylindrowy, czterosuwowy, górnozaworowy (OHV)
  - Pojemność skokowa: 349 cm³
  - Średnica cylindra: 75 mm
  - Skok tłoka: 79 mm
  - Stopień sprężania: 7,0
  - Maksymalny moment obrotowy: 2,8 kGm (27,5 Nm) przy 3800 obr./min
  - Moc maksymalna: 17 KM przy 5700 obr./min (PN); 19 KM przy 6000 obr./min (SAE)
  - Pojemnościowy wskaźnik mocy: 54 KM/l
  - Prędkość maksymalna: 125 km/godz.
  - Masa silnika suchego ze sprzęgłem i skrzynką biegów: 63 kg
  - Gaźnik: typ GM26U1, średnica gardzieli 26 mm

- Podwozie
  - Rama: kołyskowa, podwójna, spawana z rur stalowych o przekroju eliptycznym,
  - Koła: 3,50 × 19"
  - Zawieszenie
    - Przód: teleskopowe, z tłumieniem olejowym
    - Tył: wahacz wleczony, amortyzatory z tłumieniem olejowym

  - Napęd na tylne koło: łańcuchem rolkowym jednorzędowym 5/8"; przełożenie 1:2,4
  - Zbiornik paliwa: 17 l

- Instalacja elektryczna
  - Zasilanie: prądnica prądu stałego typ P9a 6V, 45W
  - Regulator prądnicy: typ RG9a, 6V, 7,5A
  - Akumulator: 6V, 14Ah
  - Zapłon: iskrownik z samoczynnym przyśpieszaniem zapłonu

- Wymiary motocykla
  - Długość: 2172 mm
  - Szerokość (kierownica): 730 mm
  - Wysokość motocykla (nieobciążonego): 1020 mm
  - Wysokość siodła: 760 mm
  - Rozstaw osi: 1417 mm
  - Prześwit poprzeczny: 170 mm
  - Wyprzedzenie koła przedniego: 72 mm
  - Masa własna motocykla bez paliwa i oleju: 170 kg
  - Dopuszczalna masa całkowita: 382 kg

## Junak model B 20 – dane techniczne
- Silnik typu S03
- Prędkość maksymalna: 75 km/godz.
- Zużycie paliwa: 5,7 l/ 100 km

- Podwozie:
  - Zawieszenie
    - Przód: teleskopowe, z tłumieniem olejowym
    - Tył: pojedyncze wahacze poprzeczne, poprzeczny, półeliptyczny resor piórowy

  - Napęd na tylne koła: dwoma łańcuchami rolkowymi jednorzędowymi
  - Zbiornik paliwa: 17 l

- Wymiary motocykla:
  - Długość: 3055 mm
  - Szerokość: 1420 mm
  - Wysokość: 1550 mm

- Masa własna: 320 kg
- Ładowność: 300 kg

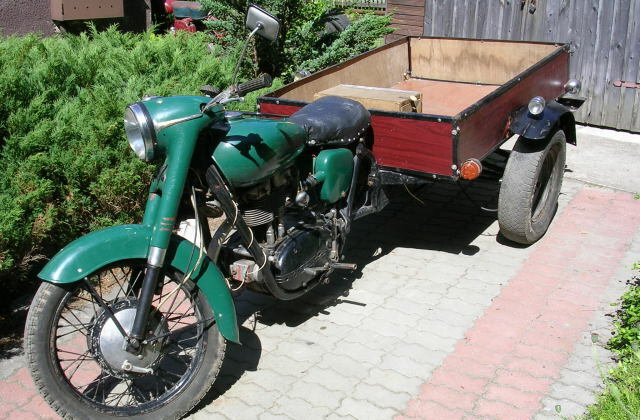
Junak B-20
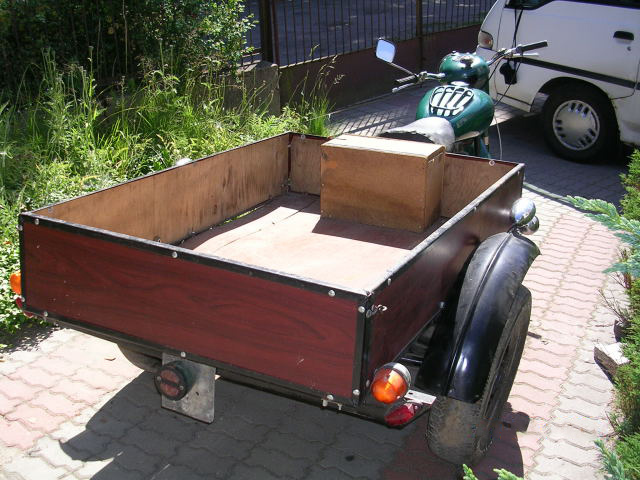
Junak B-20
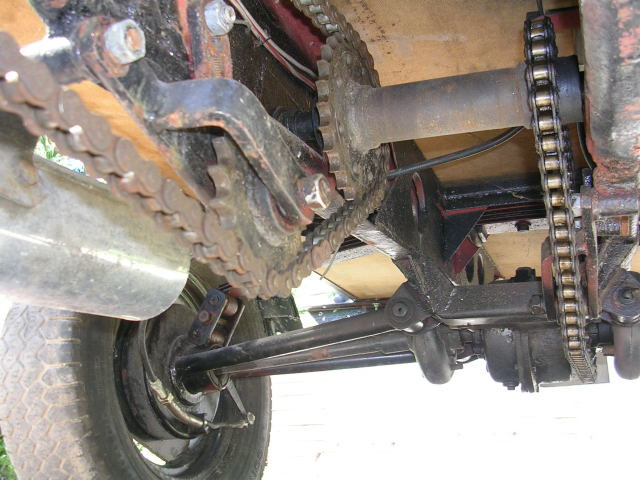
Junak B-20 – podwozie.
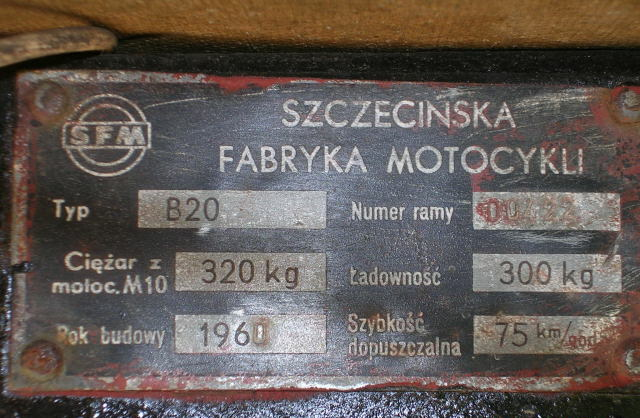
Junak B-20 – tabliczka znamionowa.